# Pietroșița
Pietroşiţa é uma comuna romena localizada no distrito de Dâmboviţa, na região de Muntênia. A comuna possui uma área de 27.07 km² e sua população era de 3310 habitantes segundo o censo de 2007.